# Time Stood Still (Madonna)
Time Stood Still is een lied van de Amerikaanse zangeres Madonna. Het lied werd opgenomen in het jaar 1999.
Het nummer werd speciaal geschreven en opgenomen voor de film The Next Best Thing. In deze film uit 2000 speelt Madonna zelf de hoofdrol, naast Rupert Everett. Voor de film maakte Madonna twee nummers; naast Time Stood Still werd American Pie opgenomen. Dit is een cover van de hit van Don McLean. American Pie was veelvuldig te horen in de film en werd ook uitgebracht op single. Het dancenummer, waar Everett ook op te horen is als achtergrondzanger, werd een grote internationale hit. Time Stood Still sneeuwde onder. Het verscheen wel op de soundtrack van de film, The Next Best Thing: Music from the Motion Picture. De ballad zelf werd echter niet als single uitgebracht. Het was ook niet als B-kant op de single van American Pie toegevoegd.
Het nummer had zeker ook goed gebruikt kunnen worden ter promotie van de film, gezien in de titel in het refrein voorkomt. Daar wordt namelijk gezongen: Maybe you're the next best thing to happen. De tekst, die Madonna met William Orbit schreef, wordt naast fans ook door critici beschouwd als een van de beste van Madonna. William Orbit produceerde het lied ook samen met Madonna. Nadat het op het filmalbum is verschenen, is het lied nooit meer in beeld geweest. Het is daarmee een van de onbekendste nummers van de zangeres, maar zeker niet een van de minst geliefde.
Time Stood Still is in de film te horen, als het personage van Rupert Everett zijn kind weer bij zich heeft. Dit alles nadat hij in een voogdijrechtszaak was beland met Madonna's personage.